# Capella dels Scrovegni

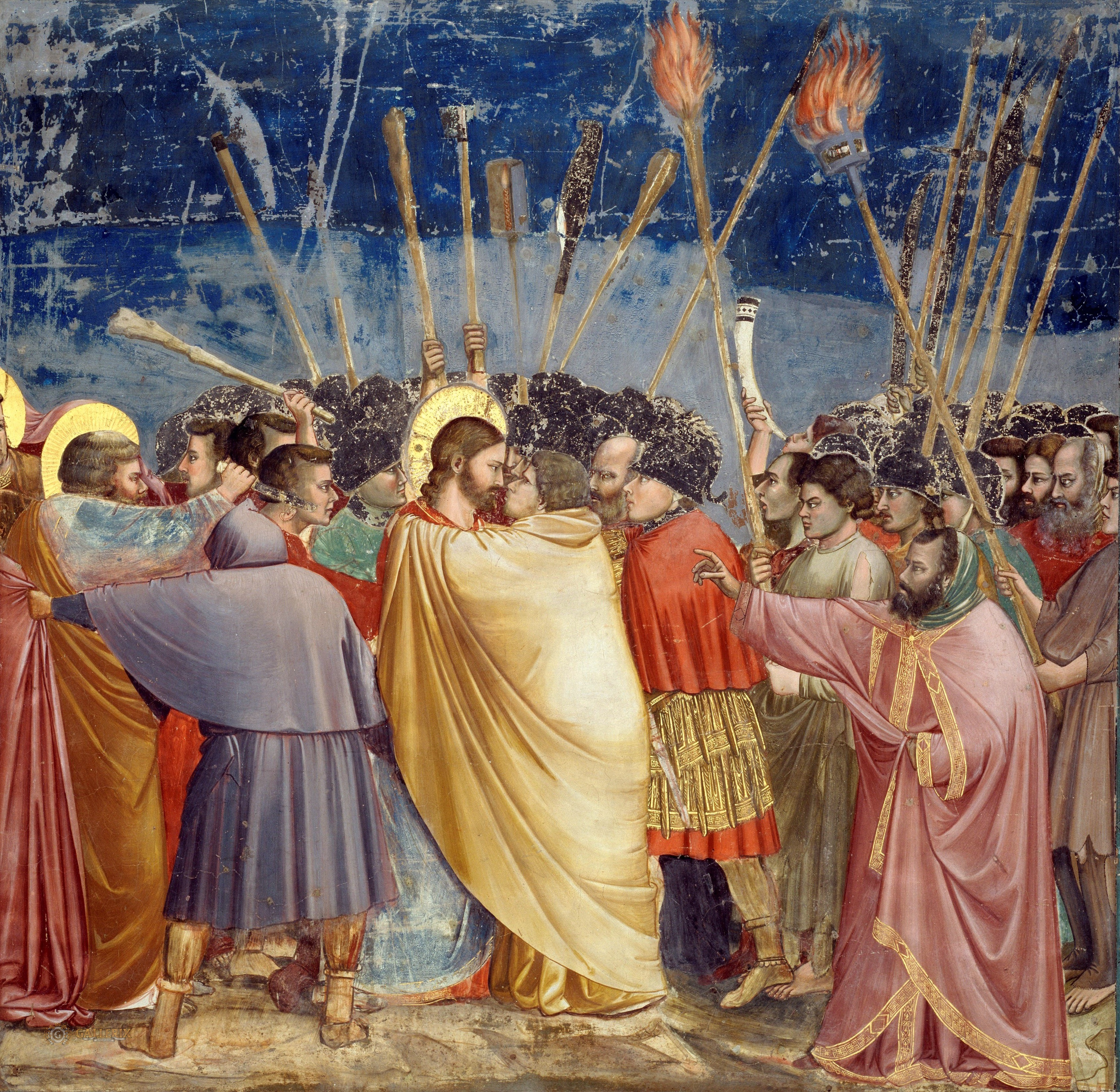
El petó de Judes 1304-1306, Pintura al fresc, 200 x 185 cm, capella dels Scrovegni, Pàdua.

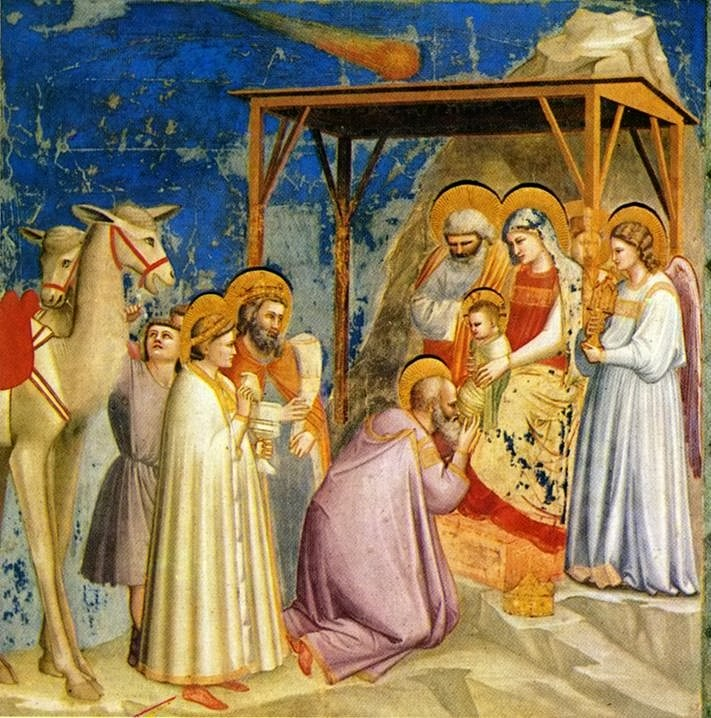
Adoració dels Mags, amb una estrella que sembla estar inspirada amb el Cometa de Halley, que Giotto va poder observar el 1301.

La Capella dels Scrovegni, també anomenada Capella de l'Arena, és un edifici de principis del segle xiv situat a Pàdua, que conté diversos frescs de Giotto di Bondone considerats obres mestres de l'art occidental representatives del Trecento.

## L'edifici
L'edifici, construït en maó, és de planta rectangular i està cobert amb volta de canó. Dedicada a Santa Maria de la Caritat, la capella va ser erigida entre els anys 1303 i 1305, per ordre d'Enrico Scrovegni, que pretenia així expiar els pecats del seu pare, conegut usurer. La capella tenia finalitat funerària, i el mateix Enrico, mort el 1336, hi està enterrat en un sarcòfag que es troba darrere de l'altar. Originalment la capella estava connectada a través d'una porta lateral amb el palau de la família, que ja ha desaparegut, i que havia estat construït per ordre dels Scrovegni seguint el traçat el·líptic de les restes del proper amfiteatre romà que actualment forma el jardí que hi ha al davant de l'edifici, que visiten milers de turistes. La capella va ser adquirida pel municipi de Pàdua el 1880 i des de llavors ha estat restaurada en diverses ocasions amb contraforts vists i teulada a dues aigües. L'última remodelació va tenir lloc el 2001.

## Els frescs
La decoració mural de la capella és una de les obres mestres més importants de Giotto di Bondone. Tot i que no hi ha documentació específica del contracte que li van fer a l'artista, crítics i historiadors hi coincideixen. Probablement la capella es va acabar de pintar el 1305 o 1306 segons els autors consultats. Els frescos estan disposats en tres bandes horitzontals superposades. Cadascuna conté sis requadres successius, el que fa un total de 36 quadres. L'ordre narratiu és d'esquerra a dreta i de dalt a baix.
A la banda superior del mur esquerre, s'explica la vida de sant Joaquim i santa Anna. A continuació hi ha la història de la Mare de Déu, amb episodis com La presentació de la Verge al Temple. Tornant a començar per l'esquerra hi ha els episodis del naixement i infància de Jesús, com la Fugida a Egipte. A l'altra banda hi ha la Disputa amb els doctors i altres escenes com El baptisme al Jordà, El miracle de les noces de Canà, La resurrecció de Llàtzer, L'Entrada a Jerusalem i L'expulsió dels mercaders del temple. A la part inferor dels dos murs s'hi mostra La Passió, La lamentació sobre Crist mort i La Resurrecció. L'últim dels 36 quadres representa el miracle de Pentecosta, l'inici simbòlic de l'acció de l'Església a la terra.
A més d'aquestes, hi ha altres pintures. A l'arc triomfal d'accés a l'absis es representa l'Anunciació de la Verge i Déu acomiadant Gabriel, que va a complir la seva missió. A la paret oposada, als peus de l'església, es representa un gran Judici Final, on, segons els crítics, Giotto va cedir part del treball als seus aprenents. En les bandes inferiors dels murs, per sota de les escenes de la vida de Crist, Giotto va pintar 14 al·legories de Vicis i Virtuts. Els Vicis estan en el mur esquerre, mentre que les Virtuts es troben en el dret. Els Vicis es corresponen amb la part esquerra de la pintura del Judici Final, on es representa als pecadors condemnats a l'infern, mentre que les Virtuts estan en relació amb la part dreta de la mateixa pintura, en la qual apareixen els benaurats. El missatge és clar: els Vicis condueixen a l'infern, i les Virtuts porten a la salvació.
La iconografia dels frescs té l'origen al Nou Testament i també a l'apòcrif Protoevangeli de Jaume.